# نیو لفت ریویو
نیو لفت ریویو (به انگلیسی: New left review) دو ماهنامهٔ بریتانیایی است که در زمینهٔ فلسفهٔ اجتماعی، سیاست، اقتصاد، فرهنگ، هنر و ادبیات جهانی منتشر می‌شود.

## تاریخچه تأسیس
در سال ۱۹۵۶ تعدادی از متفکران چپ نو در انگلستان به رهبری ادوارد پالمر تامپسون و جان ساویل تصمیم گرفتند تا مطالب و نظریات خود را در مجله‌ای به نام «The New Reasoner» به چاپ برسانند. در همان زمان در دانشگاه‌های بریتانیا مجلهٔ دیگری به چاپ می‌رسید که «Universities and Left Review» نام داشت. وجه مشترک هر دو این مجلات این بود که با اشکال سنتی مارکسیستی و سیاست‌های دولت شوروی و رخدادهای جنگ سرد در مخالفت بودند.

بنیانگذاران دو مجلهٔ فوق در سال ۱۹۶۰ تصمیم گرفتند که دو مجله را در یکدیگر ادغام کنند که نتیجهٔ آن نیز پدید آمدن دوماهنامهٔ «نیو لفت ریویو» بود. استوارت هال و پری اندرسون از سردبیران این مجله بوند. در این مجله همچنین متفکران نومارکسیستی چون طارق علی و ولفگانگ استریک قلم زده‌اند.